# Raúl Vaz Ferreira
Raúl Vaz Ferreira (Montevideo, 16 de marzo de 1918 – ib., 27 de octubre de 2006) fue un zoólogo y profesor uruguayo.

## Biografía
Familia
Raúl Vaz Ferreira nació en la ciudad de Montevideo el 16 de marzo de 1918. Era hijo del filósofo uruguayo Carlos Vaz Ferreira Ribeiro y de Elvira Graciana Raimondi Bianchi, además era el sobrino de la poetisa María Eugenia Vaz Ferreira.
Sus hermanos fueron: Carlos, Matilde, Alberto, Sara, Eduardo, Elvira, y Mario. Contrajo nupcias con la señorita Nina Wilson Lafone. Tuvo dos hijos: George Vaz-Ferreira Wilson y Kathryn Wood.
Labor científica
Si bien en un comienzo estudió medicina, su inclinación hacia la naturaleza lo llevó a emprender cursos en las cátedras de Ciencias Biológicas —dictado por el profesor Clemente Estable— y de Zoología Superior —dado por el profesor Ergasto H. Cordero— y, gracias a la influencia de estos sabios, cambió su vocación por la de Zoología. Para ayudar a formarse en esta materia, realizó revisiones de colecciones zoológicas y extensas pasantías en prestigiosas universidades, entre otras, las ubicadas en las ciudades de Londres, París, Nueva York, Washington, California, Stanford, Chicago, etc.
Participó de un viaje de estudios científicos a las islas Aleutianas y al mar de Bering para recabar información sobre técnicas de manejo de pinípedos, la que le sirvió luego para desarrollar, sobre las poblaciones de las costas e islas uruguayas de estos mamíferos, una administración conservacionista, con una explotación comercial sobre bases científicas, especialmente del lobo fino, permitiendo de este modo que los rebaños locales de esa especie se transformen en los mayores del mundo, a pesar de las cosechas anuales de cientos de ejemplares.
Posteriormente se recibió de licenciado en ciencias biológicas en 1968. Había comenzado sus investigaciones en el Museo Nacional de Historia Natural y Antropología. Se especializó en vertebrados, particularmente en ecología y etología de lobos marinos uruguayos, materia en la cual era un referente mundial. También destacó en el estudio de los peces anuales del Uruguay, sobre los cuales, además de estudiar su historia natural, describió dos especies para la ciencia. En herpetología se dedicó a la etología reproductiva y sistemática de anfibios y reptiles uruguayos, herpetofauna que enriqueció al describir para la ciencia una especie de saurio. Desde el principio de sus investigaciones promovió la protección de la naturaleza, especialmente de los humedales, los cuales siempre habían sido poco valorados.
En el estudio de las aves, se interesó por los furnáridos y sus complejas técnicas que emplean en la construcción de los nidos. En el año 1950, realizó el último registro de un ejemplar vivo del guacamayo glauco (Anodorhynchus glaucus), al observar en libertad una pareja a 8 kilómetros al sur de Bella Unión, departamento de Artigas, en el noroeste uruguayo.
Al aprobar su tesis doctoral, le fue otorgado el diploma de doctor en Ciencias Biológicas el 12 de agosto de 1997. Fue investigador Grado 5 en el Área Biología del Programa para el Desarrollo de las Ciencias Básicas (PEDECIBA). Hasta el 1 de julio de 1999, por acogerse a la jubilación, fue profesor titular en grado 5 de la cátedra de Zoología de Vertebrados de la Facultad de Humanidades y Ciencias de la Universidad de la República, pero continuó su tarea como docente libre.
El 11 de noviembre de 2004 falleció su esposa; él menos de dos años después, el 27 de octubre de 2006, a la edad de 88 años. Murió sin haber podido terminar un extenso libro en el que, junto a varios colaboradores, resumía sus 50 años de investigaciones sobre lobos marinos. Tampoco logró terminar un análisis sobre el estudio neural del “hornero”, el cual él postulaba como uno de los factores que explican su complejo comportamiento nidificatorio. Sus restos fueron inhumados en el Cementerio Británico de Montevideo.

## Cargos que ocupó
- Docente de Secundaria y de Institutos Normales (1944 a 1962)
- Profesor Grado 5 de Vertebrados de la Facultad de Humanidades y Ciencias (1950 hasta 1998)
- Director de la sección de Zoología Vertebrados desde 1962 hasta 1998)
- Profesor Grado 5 del PEDECIBA
- Jefe del Laboratorio de Zoología del Instituto de Investigaciones Biológicas Clemente Estable (1953−1957)
- Encargado de Biología del Departamento Científico y Técnico del Servicio Oceanográfico y de Pesca (1942−1960)
- Director del Departamento Científico y Técnico del Servicio Oceanográfico y de Pesca (1960−1962)

Miembro de comisiones asesoras científicas y técnicas y corporaciones consultivas
- FAO,
- IUCN,
- Bird Life Internacional,
- Consejo Internacional para la Preservación de las Aves,
- Convenio Internacional para el Estudio de las Aves Migratorias
- Convención de Bonn,
- Comité Internacional de Ornitología.

Instituciones que fundó
- Sección de Zoología Vertebrados de la Facultad de Humanidades y Ciencias
- Sociedad Zoológica del Uruguay (Primera y Segunda Época)
- Grupo Uruguayo para el Estudio y Conservación de las Aves / Aves Uruguay.

## Honores
En el año 1977 le fue otorgado el diploma de honor al mérito por la Universidad Nacional de La Plata en razón de la importancia de su producción científica.

### Autor de nuevos taxones
Fue el autor de la descripción original de numerosas especies, entre las cuales se encuentran:
- Homonota uruguayensis.
- Austrolebias cheradophilus
- Austrolebias luteoflammulatus
- Austrolebias viarius.

## Algunas publicaciones
Raúl Vaz Ferreira publicó 274 trabajos científicos; estos son algunos de ellos.

### Sobre mamíferos
- Buńo, W., Vaz Ferreira, R., & Franchi, C. M. (1950). Observaciones sobre la histología del tracto femenino de Otaria flavescens (Shaw). Arch Soc Biol Mont, 17, 6-13.
- Vaz Ferreira, R. (1956). Características generales de las islas uruguayas habitadas por lobos marinos. Ministerio de Industrias y Trabajo. Servicio Oceanográfico y de Pesca (SOYP). Trabajos sobre Islas de Lobos y Lobos marinos, Montevideo, Uruguay N.º 1. pp 1-23.
- Vaz-Ferreira, R. (1956). Etología terrestre de Arctocephalus australis (Zimmermann)(“lobo fino”) en las Islas Uruguayas. Ministerio de Industrias y Trabajo Servicio Oceanográfico y de Pesca. Trabajos sobre islas de lobos y lobos marinos, Montevideo. N.º. 2.
- Vaz-Ferreira, R., & de Soriano, B. S. (1959). División funcional del hábitat terrestre y estructura de las agregaciones sociales de Arctocephalus australis (Zimmermann), estudio gráfico. In Primer Congreso Sudamericano de Zoología (Vol. 1, pp. 175-183).
- Vaz-Ferreira, R. (1960). Islas de Lobos y lobos marinos en Uruguay. Boletín Informativo del Departamento Científico Técnico del SOYP (Uruguay), 1, 19-25.
- Vaz Ferreira, R., & Palerm, E. (1960). Asociación maternal en Didelphis azarae Temminck. In Archivos de la Sociedad de Biología de Montevideo (Vol. 25, pp. 38-46).
- Vaz Ferreira, R. (1960). Nota sobre Cricetinae del Uruguay. Archivos de la Sociedad Biológica, 24, 66-75.
- Vaz-Ferreira, R. & De Soriano, B. S. (1961). Estructura de una agrupación social reproductora de Otaria byronia (de Blainville), representación gráfica. Revta. Fac. Cien. Univ. Repúb. Urug, 253-60.
- Vaz-Ferreira, R. & Palerm, E. (1961). Efectos de los cambios meteorológicos sobre agrupaciones terrestres de Pinnipedios. Universidad de Montevideo Apartado de Revista de la Facultad de Humanidades y Ciencias, 19, 281-293.
- Vaz Ferreira, R., & Sierra de Soriano, B. (1963). Tolerancia en grupos biespecíficos de pinnípedos. In Libro de Resúmenes, 16º Internacional Congreso de Zoología (p. 250).
- Vaz-Ferreira, R. (1965). Ecología terrestre y marina de los pinnipedios del Atlántico Sudoccidental. Anais da Academia Brasileira de Ciencias (Brasil), 137, 179-191.
- Vaz-Ferreira, R. (1965). Comportamiento antisocial en machos subadultos de Otaria byronia (de Blainville),('lobo marino de un pelo').
- Vaz Ferreira, R. (1972). Ocupación de espacios y reproducción de Otaria flavescens (Shaw)" lobo de un pelo", en áreas periféricas o apartadas del criadero. Boletín de la Sociedad Zoológica del Uruguay (Uruguay), 2.
- Vaz-Ferreira, R., & Praderi, R. (1973). Un nuevo ejemplar de Kogia breviceps (Cetacea, Physeteridae) del Altlantico sudoccidental. Caracteres y notos Trab. V Congr. Latinoamer, 261-277.
- Vaz-Ferreira, R. (1975). Behavior of the Southern sea lion, Otaria flavescens (Shaw) in the Uruguayan Islands. Rapports et Procès-Verbaux des Réunions. Conseil International pour Exploration de la Mer, 169, 219-227.
- Vaz-Ferreira, R. (1979). Situación poblacional y conservación de los mamíferos marinos en Latinoamérica. Act Zool. Lilloana, 34, 91-101.
- Vaz-Ferreira, R. (1979). South American sea lion. Mammals in the Seas. FAO Fisheries Series, 5, 9-12.
- Vaz-Ferreira, R. (1979). South American fur seal. Mammals in the Seas. FAO Fisheries Series, 5, 34-36.
- Vaz-Ferreira, R., & Achaval, F. (1979). Relación y reconocimiento materno-filial en Otaria flavescens (Shaw)Lobo de un pelo', y reacciones de los machos subadultos ante los cachorros. Acta Zoológica Lilloana, 35(1), 295-301.
- Vaz-Ferreira, R., & Vallejo, S. (1981). Algunos aspectos del comportamiento de Arctocephalus australis (Zimmermann) lobo de dos pelos de Sudamérica (Pinnipedia, Otariidae) en el Uruguay. In Simposio de las VI Jornadas Argentinas de Zoología (pp. 223-236).
- Vaz Ferreira, R., Ridgway, S. H., & Harrison, R. (1981). Handbook of marine mammals. Handbook of marine mammals.
- Vaz-Ferreira, R. (1982). Otaria flavescens (SHAW), South American sea lion. FAO Fisheries Series, 5, 477-495.
- Vaz-Ferreira, R. (1982). Arctocephalus australis Zimmerman, South American fur seal. Mammals in the seas. FAO Fisheries series, Small cetaceans, seals, sirenians and otters, 4, 497-508.
- Vaz-Ferreira, R., Vallejo, S., & Huertas, M. D. (1983). Estudios comparativos de los etogramas de Otaria flavescens, Arctocephalus australis y otros Otaríidos (Mammalia). Revista Brasileira de Zoologia, 2(3), 171-180.
- Vaz Ferreira, R. (1984). La foca leopardo Hydurga leptonyx (de Blainville, 1820)(Pinnipedia: Phocidae) en el Uruguay. Boletín de la Sociedad Zoológica del Uruguay (2.ª Época), 2, 18-21.
- Vaz Ferreira, R. (1984). Sobre el nombre científico del león marino sudamericano (Pinnipedia: Otariidae). Boletín de la Sociedad Zoológica del Uruguay, 2, 22-26.
- Vaz Ferreira, R. (1987). Ecology, Behavior, and Survival of the South American fur Seal in Uruguay.
- González, J. C., Saralegui, A., González, E. M., & Vaz-Ferreira, R. (1994). La presencia de Arctocephalus tropicalis (Gray, 1872) (Mammalia, Carnívora, Otariidae) en Uruguay. Comunicacões do Museu de Ciencia y Tecnologia PUCRS, Ser Zool (Porto Alegre), 7, 205-210.
- Vaz-Ferreira, R. & Bianco, J. (1998). Explotación, sobrevivencia y preservación de los otariideos en el Uruguay. In 8a Reuniao de Trabalho de Especialistas em Mamıferos Aquáticos da América do Sul e 2 Congresso da Sociedade Latinoamericana de Especialistas em Mamıferos Aquáticos de América do Sul, Olinda (pp. 25-29).

### Sobre aves
- Vaz-Ferreira, R., & E. Gerzenstein (1961). Aves nuevas o poco conocidas de la República Oriental del Uruguay. Com. Zool. Mus. Hist. Nat. Montevideo 5: 1–73.
- Vaz-Ferreira, R., Paulete, J., & Paulete, S. (1965). Ecoetologia alimentaria de Rostrahamus sociabilis sociabilis (Vieill) Revta Fac. Hum. Ciênc. Univ. Repub. Urug, 22, 191-202.
- Vaz-Ferreira, R., & Palerm, E. (1973). Sucesión y moldes de actividad en la construcción del nido de Furnarius rufus rufus (Gmelin),(“Hornero”). Revista de Biología del Uruguay, 1(2), 103-120.
- Vaz-Ferreira, R., & Palerm, E. (1973). Desarrollo de la construcción y moldes de la actividad constructiva en Furnarius rufus rufus (Gmelin),(“Hornero”). Boletín de la Sociedad Zoológica del Uruguay, 2, 18-20.
- Vaz-Ferreira, R. & Palerm, E. (1989). Estacionalidad, reproducción, migraciones y uso del hábitat en las aves acuáticas del Uruguay. Revista de Facultad de Humanidades y Ciencias, Montevideo, 1(9), 1-15.
- Vaz-Ferreira, R., Stagi, A., & Bianco, J. (1992). Variación térmica en nidos de hornero (Furnarius rufus)(Passeriformes, Furnariidae) durante el periodo de crias. Bol. Soc. Zool. Uruguay, 7, 67-68.
- Barea, L., Loinaz, I., Marín, Y., Ríos, C., Saralegui, A., Stagi, A.,... & Wilson, N. (1994). Mortality of albatrosses and other seabird produced by tuna long-line fisheries in Uruguay. CCAMLR Doc. WG-IMALF-94/17.
- Stagi, A., Vaz-Ferreira, R., Marin, Y., & Joseph, L. (1998). The conservation of albatrosses in Uruguayan waters. Albatross Biology and Conservation. Surrey Beatty, Chipping Norton, 220-224.
- Stagi, A., & Vaz-Ferreira, R. (2000). Seabird mortality in the waters of the Atlantic Ocean off Uruguay. Marine Ornithology, 28(2).
- Vaz-Ferreira, R., & Rilla, F. (2013). Black-necked Swan Cygnus melancoryphus and Coscoroba Swan Coscoroba coscoroba in a wetland in Uruguay. Wildfowl, 272-277.

### Sobre peces
- Vaz Ferreira, R., & de Soriano, B. S. (1958). Relación entre las longitudes antedorsal y anteventral y la longitud del cuerpo en dos Trichomycteridae (Pisces, Siluroidei). Soc. de Biol. Montevideo, 24, 76-81
- Vaz-Ferreira, R., & de Soriano, B. S. (1960). Dos Trichomycteridae (Pisces, Siluridei) poco conocidos. Revista de la Facultad de Humanidades y Ciencias, 18, 315-338.
- Vaz-Ferreira, R., De Soriano, B. S., & De Paulette, S. S. (1963). Eclosión y propulsión caudal subterránea retrógrada de las post-larvas de Cynolebias Steind.(Pisces, Cyprinodontidae) (Vol. 9, No. 30, pp. 11-112). Neotrópica.
- Vaz-Ferreira, R., Sierra, B., & Scaglia, S. (1964). Eco-etología de la reproducción en los peces del género Cynolebias Steindachner, 1876. Apartados de los Archivos de la Sociedad de Biología de Montevideo, 26, 44-49.
- Vaz-Ferreira, R., B. Sierra de Soriano & S. Scaglia de Paulete (1965). Tres especies nuevas del género Cynolebias Steindachner, 1876 (Teleostomi, Cyprinodontidae). Comunicaciones Zoológicas del Museo de Historia Natural de Montevideo v. 8 (no. 102) (for 1964): 1-36, Pls. 1-6.
- Vaz-Ferreira, R., de Soriano, B. S., & Señorans, J. S. (1966). Integración de la fauna de vertebrados en algunas masas de agua dulce temporales del Uruguay. Compendios de Trabajo del Departamento de Zoología Vertebrados, 25, 1-16.
- Vaz-Ferreira, R. (1969). Peces del Uruguay. Editorial Nuestra Tierra.
- Vaz Ferreira, R., & SEÑORANS, J. S. (1971). Oviposición e incubación de Plecostomus alatus Castelnau, en cuevas. Bol. Soc. Zool. Uruguay, 1, 1217.
- Vaz-Ferreira, R., & Sierra, B. (1971). Especies del género Cynolebias Steindachner, 1876, en el Uruguay. Boletín de la Sociedad Zoológica del Uruguay, 1, 24-44.
- Vaz-Ferreira, R., & Sierra, B. (1972). Los géneros de Cyprinodontidae de aguas temporales sudamericanas. Bol Soc Zool Uruguay, 2, 36-42.
- Vaz-Ferreira, R., & Sierra, B. (1973). El género Cynolebias Steindachner, 1876 (Atheriniformes, Cyprinodontidae): caracteres, especies y distribución. Trab. V. Congro Latinoamer. Zool, 1, 245-260.
- Vaz-Ferreira, R., & Sierra, B. (1973). Caracteres etológicos genéricos y específicos en los peces del género Cynolebias Steindachner, 1876. Bol. Soc. Zool. Uruguay, 2, 22-35.
- Vaz-Ferreira, R. (1974). Campellolebias brucei n. gen. n. sp., cyprinodontido: con especialización de la papila genital y de los primeros radios de la aleta anal. Museo de Historia Natural.
- Vaz-Ferreira, R. & Melgarejo, A. R. (1984). La distribución de las especies del género Cynolebias Steindachner 1876, en el Uruguay, con notas sobre C. alexandri Castello y López, 1974. Bol Soc Zool Uruguay, 2, 41-46.
- Vaz-Ferreira, R. & M. C. Maspoli (1988). Comportamiento reproductor de las especies del género Cynolebias Steindachner, 1976 (Cyprinodontiformes, Rivulidae). En: V Reunión Iberamer. Conserv. y Zool. Vertebrados, Montevideo, julio: 93
- Vaz-Ferreira, R.; C. Ríos; H. Nion & B. Battione (1988). Inventario de la fauna ictiológica del Uruguay. En: Ibídem: 94.
- García, G., Scvortzoff, E., Máspoli, M. C., & Vaz-Ferreira, R. (1993). Analysis of karyotypic evolution in natural populations of Cynolebias (Pisces: Cyprinodontiformes, Rivulidae) using banding techniques. Cytologia, 58(1), 85-94.
- Vaz Ferreira, R., Ríos, C., & Nion, H. (1999). Peces marinos nuevos o poco conocidos en Uruguay: Nota 1. Boletín de la Sociedad Zoológica del Uruguay, 2.ª época, 10, 34-57.

### Sobre anfibios
- Vaz-Ferreira, R., & Gehrau, A. (1971). Agrupaciones y comportamiento social de renacuajos de L. ocellatus (L.). En V Congreso Latinoamericano de Zoología (pp. 12-13).
- Vaz Ferreira, R., & Gehrau, A. (1974). Protección de la prole en leptodactylidos. Revista de biología del Uruguay.
- Vaz-Ferreira, R. & Gerhau, A. (1975). Comportamiento epimelético de la rana común Leptodactylus ocellatus (L.)(Amphibia, Leptodactylidae) I. Atención de la cría y actividades alimentarias y agresivas relacionadas. Physis, 34(88), 1-14.
- Vaz-Ferreira, R., & Gehrau, A. (1975). Epimeletic behaviour of the common frog, Leptodactylus ocellatus (L.)(Amphibia, Leptodactylidae). I. Attention to the todpole and related feeding and agressive activities. Physis, 34, 1-14.
- Vaz-Ferreira, R., de Sá, R. O., Achaval, F., & Gerhau, A. (1984). Leptodactylus podicipinus (COPE, 1862) y Leptodactylus chaquensis CEI, 1959 (Anura, Leptodactylidae) en el Uruguay. Boletín de la Sociedad Zoológica del Uruguay, 2, 72-77.
- Vaz-Ferreira, R., & Gerhau, A. (1986). Comportamiento de los renacuajos gregarios de Leptodactylus ocellatus. Facultad de Humanidades y Ciencias, Universidad de la República, Montevideo.

### Sobre reptiles
- Vaz-Ferreira, R. (1960). Notas sobre reptiles del Uruguay.
- Vaz-Ferreira, R., & B. Sierra de Soriano (1961). Un nuevo Gekkonidae del Uruguay Wallsaurus uruguayensis n. Sp. Comunicaciones Zoológicas del Museo de Historia Natural de Montevideo, 5:1-11.
- Vaz-Ferreira, R. Covelo de Zolessi L. & Achaval F. (1970). Oviposicion y desarrollo de ofidios y lacertilios en hormigueros de Acromyrmex. Physis, 29(79), 431-439.
- Vaz-Ferreira, R. (1973). Notas ecológicas sobre Homonota uruguayensis (Vaz-Ferreira & Sierra de S.). Boletín de la Sociedad Zoológica del Uruguay, 2, 53-63.
- Vaz-Ferreira, R. & Achaval, F. (1986). Nidificación y nacimiento de Caiman latirostris latirostris (Daudin 1801). Facultad de Humanidades y Ciencias, Universidad de la República, Montevideo.

### Sobre temas varios
- Vaz-Ferreira R., Gray R., & Vaz-Ferreira M. (1945). Notas biométricas sobre los crustáceos decápodos del género Aegla Leach. I. La variación de algunas magnitudes en Aegla uruguayana Schmitt. Comunic. Zool. Mus. Hist. Nat. Montev., 1: 1-6.
- Vaz-Ferreira, R. (1950). Observaciones sobre la Isla de Lobos. Revista de la Facultad de Humanidades y Ciencias, 5, 145-176.
- Vaz Ferreira, Raúl (1952). Universidad de la República. ed. «Observaciones sobre las Islas de Torres y de Castillo Grande». Revista de la Facultad de Humanidades y Ciencias (9).
- Toller, W., Narancio, E. M., & Vaz-Ferreira, R. (1955). Viaje de William Toller a la Banda Oriental y Río de la Plata en 1715 (Vol. 2). Universidad de la República
- Vaz-Ferreira, R. (1956). Conservación de la fauna indígena y de los recursos naturales animales
- Vaz Ferreira, R. (1969). Fauna: Conservación y Recursos. Nuestra Tierra 45, Montevideo, Uruguay
- Vaz-Ferreira, R. (1984). Etología: el estudio biológico del comportamiento animal
- Vaz-Ferreira, R. (1984). Etología: El estudio del comportamiento animal. Programa Regional de Desarrollo Científico y Tecnológico. OEA Washington
- Vaz-Ferreira, R. (1984). Material y métodos de trabajo de campo y en el laboratorio. Etología. El estudio biológico del comportamiento animal. Monografía, (29), 4-8
- Vaz-Ferreira, R. (2004). “Memorias de un Zoólogo: recuerdos y evocaciones”. Montevideo, Uruguay: Graphis

## Abreviatura (zoología)
La abreviatura Vaz-Ferreira  se emplea para indicar a Raúl Vaz Ferreira como autoridad en la descripción y taxonomía en zoología.

- Datos: Q17478313
- Especies: Raúl Vaz-Ferreira